# Ponte a Elsa
Ponte a Elsa è una frazione dei comuni italiani di Empoli e San Miniato, nella città metropolitana di Firenze e nella provincia di Pisa, in Toscana.

## Geografia fisica
Situato nella piana dell'Arno nel punto di convergenza tra la Strada statale 67 Tosco Romagnola e la Strada statale 429 di Val d'Elsa, il paese sorge lungo le rive del fiume Elsa, in prossimità della sua confluenza con l'Arno. Il suo nome deriva appunto dal ponte sul fiume Elsa, di cui si ha notizia sin dal XIII secolo. Questo suddivide il paese fra i comuni di Empoli, in provincia di Firenze, e di San Miniato, in provincia di Pisa; la parte nel comune di Empoli è quella di maggiori dimensioni.

## Società

### Tradizioni e folclore
Non sono mancate negli anni rivalità tra le due sezioni del paese dovute alla sua singolare divisione. Per cercare di stemperarle si tiene ogni anno una cena nella parte centrale del paese, ponte compreso.
Sulla base di queste rivalità nei primi anni del dopoguerra fino circa alla metà degli anni cinquanta sono state disputate alcune partite di calcio a carattere amatoriale tra gli uomini abitanti delle due frazioni, divisi in due squadre i "bianchi" e i "rossi" rispettivamente i "samminiatesi" e gli "empolesi".
Il punto di confine fra le due sezioni era stabilito da un'edicola dedicata alla Madonna della Pace posta a metà del ponte ove viene oggi tenuta la suddetta cena; tale segnale assumeva significato singolare in occasione delle processioni in quanto era il luogo dove le due parrocchie terminavano il percorso svoltando e tornando indietro.

## Cultura

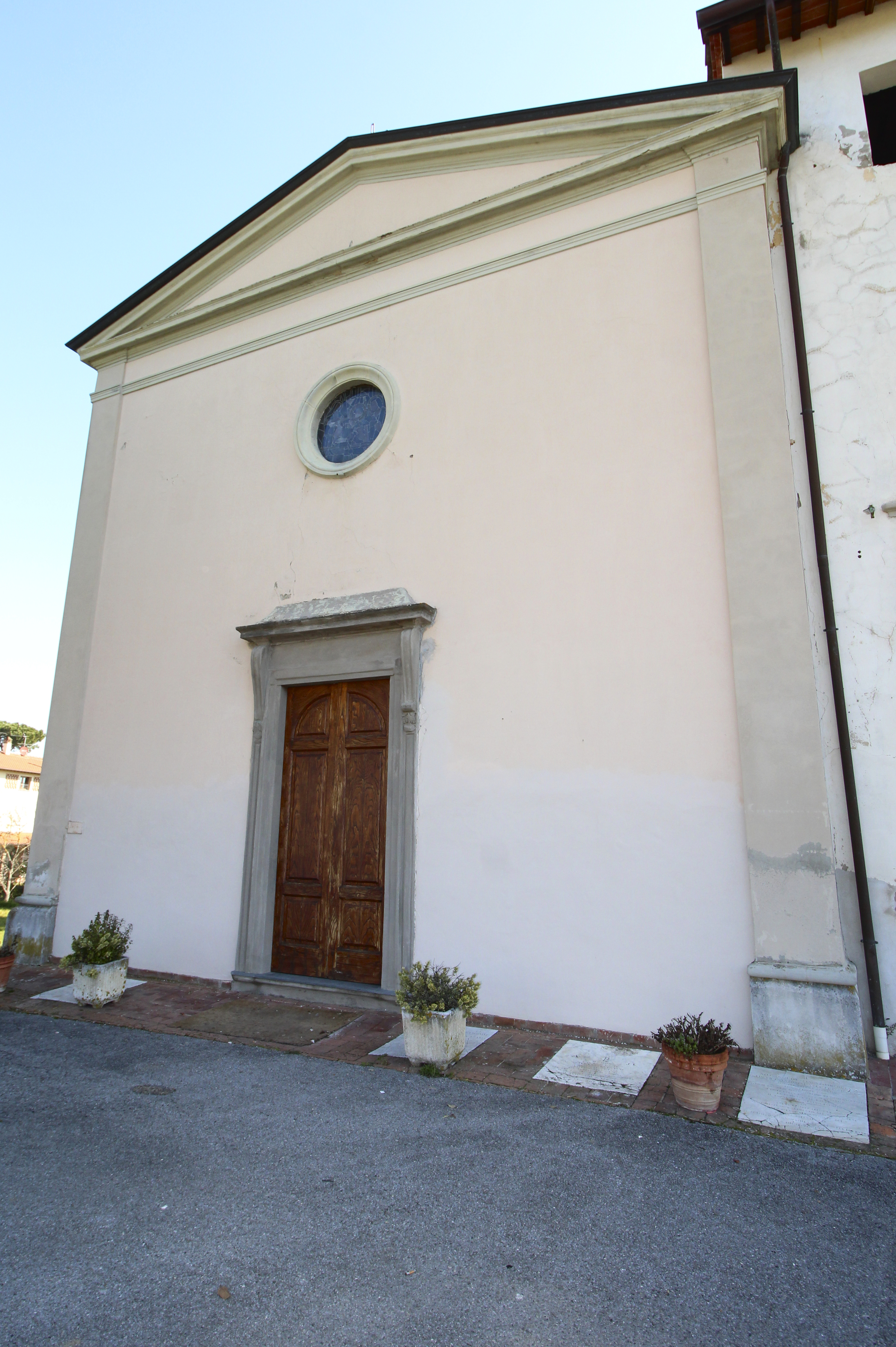
La chiesa dei Santi Filippo e Giacomo al Pino

Un'ipotesi, sostenuta da una ricerca locale, è che Ponte a Elsa e i suoi dintorni possano essere state le zone di ispirazione per l'ambientazione del romanzo Le avventure di Pinocchio. Storia di un burattino di Collodi. In particolare nei pressi della stazione di Ponte a Elsa (nella parte del comune di Empoli) si troverebbe la casa di Geppetto; un altro elemento che pare abbia ispirato Collodi sarebbe il teatro (che appartiene alla parte samminiatese), oggi adibito a civili abitazioni ma un tempo appunto teatro del paese e nel dopoguerra cinema-teatro. Si potrebbe anche individuare l'Osteria del Gambero Rosso nell'antica Osteria Bianca che si trovava nei palazzi che si affacciano proprio sull'incrocio principale della frazione empolese dove storicamente si incontravano la via Pisana con l'antica via Francigena.

### Eventi
Dal 1982 nella parte samminiatese del territorio pontaelsese si svolge il Palio di San Lazzaro, disputa paesana che vede contrapporsi la parte alta e la parte bassa del rione, divise in due contrade per la conquista del Cencio sul modello del ben più noto Palio di Siena. Le due contrade sono rispettivamente il Poggio, color arancio verde e il Piano, color giallo-celeste.
Dal 2006 poi si svolge la "Festa di addio all'Estate" detta anche "Elsa in Festa" che coinvolge con alcune attività di ludico divertimento tutta la popolazione pontaelsese, di entrambe le sezioni.

## Sport
Per quanto riguarda lo sport, Ponte a Elsa è balzata agli onori della cronaca nel dicembre del 2007 quando la locale Scuola Calcio ha dato vita ad una protesta contro i comportamenti facinorosi dei genitori sugli spalti scegliendo proprio tramite la voce dei giovani calciatori il rifiuto di scendere in campo, riscuotendo un certo sostegno a livello locale e nazionale anche da parte di personaggi del calcio di serie A; a Ponte a Elsa esiste poi una squadra di pallavolo femminile, il GS Elsasport, che milita in serie D. Esiste inoltre dal 1979 una società di pallacanestro, "Mazzanti Empoli", la cui prima squadra milita in serie B dilettanti.
Dal Ponte a Elsa Calcio sono passati anche ex giocatori professionisti come Luciano Corsinovi e Carlo Orlandini, giocatori dell'Empoli Football Club.